# 汇联商厦
汇联商厦是中華人民共和國上海市徐匯區徐家匯的一個百货商厦，建于1991年7月，是中華人民共和國上海市徐匯區第一家中資大型百貨商場。汇联商厦建築面积13000平方米，隸屬於徐家汇商城集团股份有限公司。商厦共有4个楼面。该商场以食品经营为特色，被誉为“食品大王”。

## 历史
1989年，因上海地铁1号线工程施工，位于华山路的商铺根据区域规划统一搬迁至新建大楼，该楼命名为徐家汇商业联合体大楼，简称为汇联商厦。1991年7月18日，汇联商厦开业，翌年8月18日，开架式商场开业。1992年12月中旬，商场对经营业态进行调整，一楼经营化妆、洗涤品类；二楼经营服饰、金饰类；三楼经营玩具、音响、大小家电类，其中二楼“女人街”参照香港风格设计。1993年地铁1号线锦江乐园至徐家汇开通试运营后，由于当时社区经济欠发达，地铁开通吸引了松江、闵行地区的客流，使得商场客流量开始增加。
1997年5月，汇联商厦進行擴建裝修。2020年1月，商场一楼的食品区经过一个半月的装修重新开业，新增白玉兰面包房以及进口食品区。翌年，商场四楼的申宴酒楼开业。
2024年3月10日起，汇联商厦二、三楼开始封闭，进行升级调整。